# Ludwig Biewer
Ludwig Biewer (* 8. Juli 1949 in Bornheim, Landkreis Alzey) ist ein deutscher Archivar, Heraldiker und Historiker. Er war von 2003 bis zum Eintritt in den Ruhestand 2014 Leiter des Politischen Archivs des Auswärtigen Amts.

## Leben und Leistungen
Biewer wurde als Sohn eines Zimmermeisters geboren. Nach dem Abitur 1968 an einem Alzeyer Gymnasium studierte Biewer von 1968 bis 1977 Geschichte und Germanistik an der Johannes-Gutenberg-Universität Mainz und der Karl-Franzens-Universität Graz. Dem Staatsexamen im Jahr 1974 folgte 1977 die Promotion zum Dr. phil. an der Universität Mainz mit einer Arbeit über Reichsreformbestrebungen in der Weimarer Republik. Nach dem Archivreferendariat an der Archivschule Marburg (1977–79) war Biewer zunächst am Geheimen Staatsarchiv Preußischer Kulturbesitz in Berlin tätig. 1987 wechselte er an das Politische Archiv des Auswärtigen Amts. Dessen Leiter war er von 2003 bis zum Eintritt in den Ruhestand im Sommer 2014, seit 2007 als Vortragender Legationsrat I. Klasse. Er ist seit 1980 verheiratet, aus der Ehe entstammen ein Sohn und eine Tochter.
Von 1989 bis 2014 war er nebenamtlicher Dozent an der Aus- und Fortbildungsstätte des Auswärtigen Amts, von 1994 bis 2000 auch Lehrbeauftragter für Heraldik an der Universität Bonn und von 2002 bis 2016 Lehrbeauftragter für Heraldik an der Freien Universität Berlin. Ein Arbeitsfeld Biewers ist die Geschichte Pommerns. Von 1993 bis 2017 war er ehrenamtlicher Vorsitzender der Gesellschaft für pommersche Geschichte, Altertumskunde und Kunst; 2018 wurde er zu ihrem Ehrenmitglied ernannt. Ferner ist er Mitglied mehrerer Historischer Kommissionen für ostdeutsche Geschichte, nämlich der Historischen Kommission für Pommern, der Historischen Kommission für ost- und westpreußische Landesforschung und der Preußischen Historischen Kommission. Biewer ist zudem Mitglied des Herolds-Ausschusses für die Deutsche Wappenrolle. 2003 berief ihn der Bundesinnenminister in die deutsch-russische Historikerkommission, der er bis 2014 angehörte.

## Vereinsarbeit
Während seines Studiums wurde er 1969 Mitglied des VDSt Königsberg-Mainz und 1971 des VDSt Graz. Er ist außerordentlicher Alter Herr des VDSt Berlin-Charlottenburg. 1997 wurde er Alter Herr des VDSt Marburg, in dem er von 1991 bis 1997 Vorsitzender des Altherrenbundes war. Er war von 1975 bis 1979 Beisitzer im Vorstand des Altherrenbundes des VDSt Königsberg-Mainz. Im VVDSt war 1971/72 als Vorortsvorsitzender der aktiven Bünde und von 1978 bis 1982 als Altherrenbeisitzer tätig. 1974 wurde er Verbandsarchivar. Er veröffentlichte zur Studentengeschichte.
2021 übernahm er den Vorsitz des heraldischen Vereins HEROLD.

## Auszeichnungen
- 1981: Johanniterorden, Ehrenritter
- 1992: Johanniterorden, Rechtsritter
- Orden des Marienland-Kreuzes der Republik Estland, IV. Klasse (2008)[1]

## Schriften (Auswahl)
- Reichsreformbestrebungen in der Weimarer Republik. Fragen zur Funktionalreform und zur Neugliederung im Südwesten des Deutschen Reiches. Lang, Frankfurt am Main 1980 (Dissertation).
- mit Bernhart Jähnig: Kleiner Atlas der deutschen Territorialgeschichte. 2. Auflage. Kulturstiftung der deutschen Vertriebenen, Bonn 1991, ISBN 3-88557-096-3.
- Kleine Geschichte Pommerns (= Kulturelle Arbeitshefte, Heft 37). Bund der Vertriebenen, Bonn 1997, ISBN 3-925103-86-4.
- Adolf Matthias Hildebrandt (Begründer), Ludwig Biewer (Bearb.): Wappenfibel. Handbuch der Heraldik. 19. Auflage. Degener, Neustadt an der Aisch 1998 (Dieses Standardwerk wird seit der 18. Auflage von Ludwig Biewer bearbeitet im Auftrag des Herolds-Ausschusses für die Deutsche Wappenrolle).
- mit Hans Jochen Pretsch: Das Politische Archiv des Auswärtigen Amts. Auswärtiges Amt, Berlin 2003.
- Ernst Bogislaw Herzog von Croy (= Varziner Hefte, Nr. 4). Pommerscher Kreis- und Städtetag, Lübeck 2004.
- mit Rainer Blasius (Hrsg.): In den Akten, in der Welt. Ein Streifzug durch das Politische Archiv des Auswärtigen Amts. Vandenhoeck & Ruprecht, Göttingen 2007, ISBN 978-3-525-36739-1.